# NGC 680
NGC 680 este o galaxie eliptică situată în constelația Berbecul. A fost descoperită în septembrie 1784 de către William Herschel. Se află la o distanță de 37,5 de megaparseci de Pământ.